# Francisco Freire Allemão
Francisco Freire-Allemão de Cysneiros ( 1797-1874) fue un médico y botánico brasileño, uno de los exponentes de la ciencia del siglo XIX brasileña.
Cirujano formado en la Academia Médico-Quirúrgica de Río de Janeiro y doctor en medicina de la Universidad de París, defendiendo una tesis sobre el uso de iodo contra una “papera”, actualmente considerada como una dolencia causada por hipotiroidismo.
Transitó por las principales sociedades científicas creadas en el país a partir de 1829, fundando en 1850 una breve, más productiva Sociedad Velosiana de Ciencias Naturales.
Fue profesor de Botánica médica y principios de Zoología en instituciones de enseñanza superior como la Facultad de Medicina de Río de Janeiro y la Escuela Central Militar.
Supervisa los trabajos de la Comisión de Exploración Científica de las Provincias Nordestinas, expedición pionera por haber sido ideada y ejecutada por brasileños, caracterizando la cuestión de la nacionalidad brasileña en desentrañar las riquezas naturales, las costumbres regionales y las convicciones políticas de una región poco conocida por el resto del país. Como botánico, priorizó los estudios de las maderas nobles que podrían ser usadas en construcción naval, clasificando especies y creando géneros nuevos de especímenes botánicos de la flora brasilena. Buscó reconocimiento junto a los estudiosos de la historia natural en Brasil y con botánicos europeos como Carl Friedrich Philipp von Martius, Michele Tenore, Achille Richard, Friedrich Ernst Ludwig von Fischer, entre otros.
Para reconstruir su actuación en el escenario científico brasileño, se toman como fuentes los documentos de la Colección Freire-Allemão, las biografías y anotaciones autobiográficas del botánico, juntamente con obras de historia de las ciencias y especialmente, de botánica. (AU)
Francisco Freire Allemão de Cisneiro nace en la “Fazenda do Mendanha”, el 24 de junio de 1797, iniciándose a su vida pública como sacristán, en la capilla de la Hacienda de Mendanha, donde aprende los primeros rudimentos de latín con el Padre Antonio Couto da Fonseca.
Se forma como médico en la Academia Médico Quirúrgico y completa sus estudios en Santa Casa, en París. Vuelve a Brasil, siendo profesor en la Academia Militar y director del Museo Nacional.
Fue presidente dos veces de la Academia Imperial de Medicina y fundador de la Sociedad Velosiana para estudios botánicos. Fue un pioneiro en avanzar en el grave problema del bocio endémico en Brasil, observando que hay poblaciones de Minas Gerais. Miembro del Instituto Histórico y Geográfico.
Autor de decenas de publicaciones y diseños sobre plantas brasileñas, describiendo muchas plantas nuevas. Contribuye en la notable obra de rarezas de Von Martius – Minervas Brasiliensis, escribiendo en latín. Integra la comisión científica que hace la exploración del Ceará (Comisión de las Borboletas). Fue médico de la Corte Imperial, médico personal de D. Pedro II, lo cura de una molestia, privando de la biblioteca del Emperador.
Recibe condecoraciones de “Oficial de la Orden de las Rosas” y de “Caballero de Cristo”. Fue comisionado para ir a Itália a buscar a Teresa Cristina, novia del Emperador D. Pedro II.
Y después de recorrer casi todo Brasil en misiones científicas, por una feliz coincidencia del destino, a avanzada edad, después de desempeñar las más elevadas fundiones públicas, vuelve a su bello sitio de Mendanha, herencia de sus padres: João Freira Allemão y dona Feliciana Angélica do Espírito Santo, pasando sus últimos años de vida, falleciendo de ese modo en el mismo lugar de su nacimiento, el 11 de noviembre de 1874.
Su casa, ya bastante destruida, se localiza al final del Camino de la Pirangaba, en la Estrada de Guandu, próximo al Largo do Mendanha.
Realizó importantes expediciones científicas a la región Nordestina entre 1859 y 1861.
La Comisión Científica de Exploración, como fue llamada, fue marco para afirmar una ciencia nacional, comprendida como ciencia hecha por brasileños, a fin de conocer los temas brasileños. Ideada por el Instituto Histórico e Geográfico Brasileiro para explorar las riquezas naturales de Ceará y luego llamada por sus detractores "Comisión de las Borboletas", estaba compuesta por Freire Allemão, Guilherme Capanema, Manuel Ferreira Lagos, Giacomo Raja Gabaglia, el poeta Antônio Gonçalves Dias, y el pintor José dos Reis Carvalho.
"Tal vez el desprecio de la opinión pública en relación a la Comisión de Ceará, es de resultas de acérrimas disputas políticas y acusaciones personaales, y se relacione con desconfianza y con la competencia entre nacionales. Era común durante todo el Imperio que se contratasen técnicos y científicos extranjeros para ejercer funciones junto a las instituciones imperiales y para dar pareceres en cuanto a diversos proyectos que exigen estudios especializados, en detrimento de los profesionales locales. Este tipo de demanda, aliada a la situación política y social europea en el s. XIX, propició una gran circulación de científicos, intelectuales y artistas entre Europa y América. Muchos extranjeros se establecen en Brasil definitivamente, o por largos períodos, como fue el caso de Hercule Florence, Jean-Baptiste Debret, Jean-Théodore Descourtilz o Ludwig Riesel."
- La abreviatura «Allemão» se emplea para indicar a Francisco Freire Allemão como autoridad en la descripción y clasificación científica de los vegetales.[1]